# Bình An, Tuyên Quang
Bình An là một xã thuộc tỉnh Tuyên Quang, Việt Nam.

## Địa lý
Xã Bình An nằm ở phía tây huyện Lâm Bình, có vị trí địa lý:
- Phía đông giáp thị trấn Lăng Can và xã Thổ Bình
- Phía tây giáp xã Hồng Quang và tỉnh Hà Giang
- Phía nam giáp xã Thổ Bình
- Phía bắc giáp thị trấn Lăng Can và xã Xuân Lập.

Xã có diện tích 52,65 km², dân số năm 2011 là 2.852 người, mật độ dân số đạt 54 người/km².

## Hành chính
Xã Bình An được chia thành các thôn xóm: Tông Pu, Chẩu Quân, Bản Dạ, Nà Xé, Nà Coóc, Phiêng Luông, Tát Ten, Tiên tốc.

## Lịch sử
Trước đây, xã Bình An thuộc huyện Chiêm Hóa.
Ngày 28 tháng 1 năm 2011, Chính phủ ban hành Nghị quyết số 07/NQ-CP. Theo đó, chuyển toàn bộ 5.264,50 ha diện tích tự nhiên và 2.852 người của xã Bình An về huyện Lâm Bình mới thành lập.